# Кушка (приток Межи)
Кушка — река в России, протекает в Межевском районе Костромской области. Правый приток Межи.

## География
Река Кушка берёт начало западнее деревни Елховка. Течёт на юго-восток через елово-берёзовые леса, пересекает автодорогу Р-98 и впадает в реку Межу у деревни Суховская. Устье реки находится в 104 км по правому берегу реки Межи. Длина реки составляет 28 км. На реке стоят деревни Каменка, Чесноково, Морозово, Савинская, Суховская.

## Данные водного реестра
По данным государственного водного реестра России относится к Верхневолжскому бассейновому округу, водохозяйственный участок реки — Унжа от истока и до устья, речной подбассейн реки — Бассей притоков Волги ниже Рыбинского водохранилища до впадения Оки. Речной бассейн реки — (Верхняя) Волга до Куйбышевского водохранилища (без бассейна Оки).
По данным геоинформационной системы водохозяйственного районирования территории РФ, подготовленной Федеральным агентством водных ресурсов:
- Код водного объекта в государственном водном реестре — 08010300312110000015693
- Код по гидрологической изученности (ГИ) — 110001569
- Код бассейна — 08.01.03.003
- Номер тома по ГИ — 10
- Выпуск по ГИ — 0